# Lagoa de Araruama
Lagoa de Araruama är en lagun i Brasilien.   Den ligger i delstaten Rio de Janeiro, i den sydöstra delen av landet, 1 000 km sydost om huvudstaden Brasília. Lagoa de Araruama ligger 2 meter över havet. Arean är 239 kvadratkilometer. Den sträcker sig 13,6 kilometer i nord-sydlig riktning, och 37,3 kilometer i öst-västlig riktning.
Följande samhällen ligger vid Lagoa de Araruama:
- Araruama (109 637 invånare)
- Cabo Frio (108 239 invånare)
- São Pedro da Aldeia (55 014 invånare)
- Iguaba Grande (11 104 invånare)

Runt Lagoa de Araruama är det tätbefolkat, med 369 invånare per kvadratkilometer.